# Красница (приток Ветлуги)
Красница — река в России, протекает в Ветлужском районе Нижегородской области. Устье реки находится в 392 км по правому берегу реки Ветлуги. Длина реки составляет 18 км, площадь водосборного бассейна 83,8 км².
Исток реки юго-восточнее деревни Потешиха и в 9 км к северу от города Ветлуга. Река течёт на юго-запад, затем на юго-восток. Впадает в Ветлугу в черте города Ветлуга.

## Данные водного реестра
По данным государственного водного реестра России относится к Верхневолжскому бассейновому округу, водохозяйственный участок реки — Ветлуга от истока до города Ветлуга, речной подбассейн реки — Волга от впадения Оки до Куйбышевского водохранилища (без бассейна Суры). Речной бассейн реки — (Верхняя) Волга до Куйбышевского водохранилища (без бассейна Оки).
По данным геоинформационной системы водохозяйственного районирования территории РФ, подготовленной Федеральным агентством водных ресурсов:
- Код водного объекта в государственном водном реестре — 08010400112110000042414
- Код по гидрологической изученности (ГИ) — 110004241
- Код бассейна — 08.01.04.001
- Номер тома по ГИ — 10
- Выпуск по ГИ — 0